# Steven Pienaar
Jerome Steven Pienaar (Johannesburg, 1982. március 17.) dél-afrikai labdarúgó.

## Pályafutása

### Klubcsapatban
Pienaar 2001 januárjában került az Ajaxhoz, de csak 2002. február 24-én debütált a NAC Breda ellen, ekkor 1–0-ra nyertek.
2006 januárjában került a Borussia Dortmundhoz, itt hároméves szerződést írt alá.
2007. július 20-án került az Evertonhoz. A Premier League-ben a Wigan Athletic ellen debütált, ekkor hazai pályán 2–1-re nyertek.
2011. január 17-én a londoni Tottenham csapata szerződtette a dél-afrikai játékost.

### Válogatott
Első részvétele hazája felnőtt válogatottjában a Törökország elleni mérkőzésén volt 2002. május 23-án.

## Családja
Pienaar édesanyjával, Denise-szel, két nővérével és egy testvérével nőtt fel Westburyben.

## Sikerei, díjai
- Ajax:
  - Holland bajnok: 2002, 2004
  - Holland kupagyőztes: 2002, 2006
- Everton:
  - Angol kupa – döntős: 2009

## Külső hivatkozások
- Steven Pienaar adatlapja Archiválva 2009. február 11-i dátummal a Wayback Machine-ben a Goal.com oldalán (angolul)
- Steven Pienaar – a FIFA adatbázisában
- Steven Pienaar az UEFA adatbázisában (angolul)
- Steven Pienaar adatlapja a Soccerway oldalon (angolul)